# Vesela Dolîna (Podilkî), Lîpova Dolîna
Vesela Dolîna (în ucraineană Весела Долина) este un sat în comuna Podilkî din raionul Lîpova Dolîna, regiunea Sumî, Ucraina.

## Demografie
Componența lingvistică a localității Vesela Dolîna
     Ucraineană (100%)
Conform recensământului din 2001, toată populația localității Vesela Dolîna era vorbitoare de ucraineană (100%).